# Vanessa Williams
Vanessa Lynn Williams, ameriška pop pevka in igralka, * 18. marec 1963, New York.
Leta 1983 je postala prva temnopolta Miss ZDA, vendar je naslov izgubila zaradi golih slik, ki so se pojavile v javnosti.

## Albumi
- The Right Stuff
- The Comfort Zone
- The Sweetest Days
- Star Bright
- Next
- Greatest Hits: The First Ten Years
- Silver and Gold
- Everlasting Love